# 林庭謙
林庭謙（1999年10月31日—）為臺灣男子籃球運動員，現效力於中国男子篮球职业联赛天津荣钢，場上位置為得分後衛。

## 職業生涯

### 天津荣钢
2020年8月21日，林庭谦在2020年CBA选秀上以第一輪第三順位被天津荣钢選中。2023年7月5日，林庭謙與天津先行者續約三年。

## 國家隊生涯
2025年7月31日，林庭謙入選中華男籃參加2025年亞洲盃籃球賽。

## 個人生活
父親為前裕隆男籃總教練林正明（1961年6月15日—2024年7月21日），母親劉靜明。。

## 外部連結
- 林庭謙的Instagram帳戶
- 林庭謙的新浪微博
- 林庭謙在fiba.basketball（英语）
- 林庭謙在archive.fiba.com（存檔）（英语）
- 林庭謙在中国男子篮球职业联赛官網
- 林庭謙在Basketball-Reference.com（國際）（英语）
- 林庭謙在Sports-Reference.com（NCAA）（英语）
- 林庭謙在Eurobasket.com（球員）（英语）
- 林庭謙在Proballers（英语）
- 林庭謙在Proballers（英语）
- 林庭謙在RealGM（球員）（英语）
- 林庭謙在中国篮球数据库
- 林庭謙在Flashscore（英语）